# Mazhar-Fuat-Özkan
Mazhar-Fuat-Özkan (também conhecida como MFÖ) é uma famosa banda turca formada em 1984.
Os nomes dos intérpretes  deste grupo são: Te Mazhar Alanson, Fuat Guner and Ozkan Ugur. Repreentaram a Turquia no Festival eurovisão da canção em 1985, com a canção
AŞIK OLDUM (DİDAİ, DİDAİ, DAİ). A canção foi escrita por Mazhar Alanson, Fuat

## Discografia
- Ele Güne Karşı (1984)
- Aşık Oldum / I Fell In Love (1985)
- Peki Peki Anladık (1985)
- Vak The Rock (1986)
- No Problem (1987)
- The Best Of MFÖ (1989)
- Geldiler (1990)
- Agannaga Rüşvet (1992)
- Dönmem Yolumdan (1992)
- M.V.A.B. (1995)
- MFÖ (2003)
- Collection (2003)
- AGU (2006)